# Röhrenblattläuse

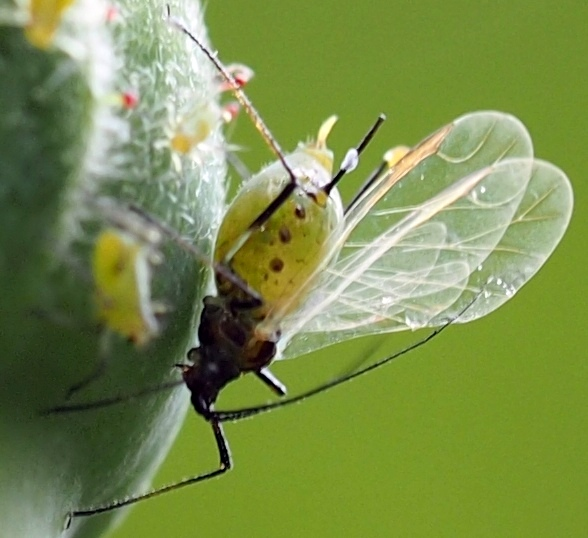
Große Rosenblattlaus (Macrosiphum rosae), geflügelte (alate) Form

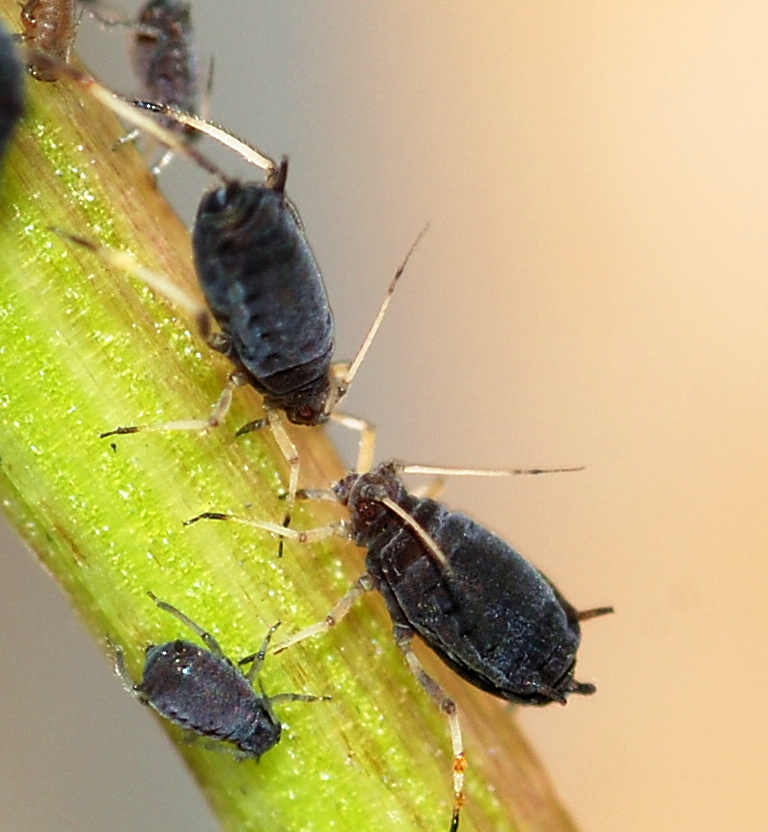
Schwarze Bohnenlaus (Aphis fabae)

Die Röhrenblattläuse oder Röhrenläuse (Aphididae) sind eine Familie der Pflanzenläuse (Sternorrhyncha) und gehören der Überfamilie der Blattläuse (Aphidoidea) an. Sie stellen mit ca. 2.000 Arten die größte Familie der Blattläuse dar. In Mitteleuropa kommen ca. 650 Arten vor.

## Merkmale
Die Läuse erreichen eine Körperlänge von 1 bis 8 Millimetern. Sie haben einen weichen Körper, der meist grün, braun oder rot gefärbt ist. Wie alle Blattläuse tragen sie zwei lange Siphonen (Siphunculi) am Hinterleib, mit denen sie eine Verteidigungsflüssigkeit aussondern können. Ihre langen Fühler haben meist vier bis sechs Segmente, selten auch weniger. Sie haben einen Saugrüssel und nur sehr kleine Facettenaugen. Nicht alle Individuen haben Flügel. Wenn diese vorhanden sind, sind die Vorderflügel, die vier bis sechs Adern aufweisen, größer als die Hinterflügel. Ihre Beine sind je nach Art kurz oder lang und dünn.

## Lebensweise
Röhrenblattläuse ernähren sich phytophag durch das Saugen von Pflanzensaft aus ihren Wirtspflanzen. Man findet sie meist an den weichen, un- oder wenig verholzten Bereichen der Pflanzen und an den Blättern. Wie viele andere Blattläuse auch scheiden sie Honigtau aus, da sie nicht so viele Kohlenhydrate aufnehmen können, aber auf Aminosäuren im Pflanzensaft angewiesen sind. Deswegen werden sie auch von Ameisen „gemolken“.
Die geflügelten Tiere werden oft durch Wind weit verfrachtet und können so weiter entfernte Gebiete besiedeln. Die ungeflügelten Formen sind träge und bewegen sich langsam. Sie können auch nicht springen.

## Entwicklung
Die Röhrenblattläuse zeigen wie auch die anderen Blattläuse einen Wechsel zwischen einer geschlechtlichen und einer ungeschlechtlichen Vermehrung durch Jungfernzeugung (Parthenogenese). Alle Arten besitzen sowohl ungeflügelte (aptere) als auch geflügelte (alate) Formen, wobei die ersteren der Massenvermehrung und die letzteren der Verbreitung und dem Wirtswechsel dienen. Diese Entwicklung verläuft aber je nach Art unterschiedlich. Bei der einen Gruppe wechseln die geflügelten Formen die Wirtspflanze, wie z. B. die Schwarze Bohnenblattlaus (Aphis fabae). Die andere Gruppe entwickelt sich zwar gleich, aber die geschlechtlichen Generationen leben gemeinsam auf ein und derselben Pflanze mit der ungeschlechtlichen zusammen, wie z. B. die Grüne Apfelblattlaus (Aphidula pomi). Die Generationenfolge beginnt mit im Herbst gelegten Eiern, deren Larven nach einer Überwinterung zeitig im Frühjahr schlüpfen.
Die Reproduktionsrate von Röhrenblattläusen ist enorm. Innerhalb einer Woche wird eine neue Generation fertig ausgebildet, pro Jahr können deswegen zahlreiche Generationen wiederum für Nachkommen sorgen.

## Schadwirkung
Zahlreiche Röhrenblattlausarten können in der Landwirtschaft erhebliche Schäden anrichten: zum einen dadurch, dass sie in großen Kolonien auftreten und die Pflanzen durch das Saugen ihres Saftes schwächen, zum anderen können durch das Eindringen des Saugrüssels auch Viren übertragen werden. Darüber hinaus ermöglicht der ausgeschiedene Honigtau die Ansiedlung von Schimmelpilzen, die der Pflanze neben dem Erlangen eines dunklen Belages auch Schaden zufügen können. Da die Blattläuse aber zahlreiche Feinde haben, die sich von ihnen ernähren, halten sich solche Schäden außerhalb von menschlichen Monokulturen in Grenzen.

## Arten (Auswahl)
- Apfelblutlaus (Eriosoma lanigerum)
- Apfelfaltenlaus (Dysaphis devecta)
- Coloradotannen-Rindenlaus (Cinara curvipes)[1]
- Erbsenlaus (Acyrthosiphon pisum)
- Große Rosenblattlaus (Macrosiphum rosae)
- Grüne oder Kleine Zwetschgenblattlaus (Pflaumenblattlaus, Brachycaudus helichrysi)[2]
- Große Zwetschgenblattlaus (Brachycaudus cardui)[2]
- Grüne Apfelblattlaus (Aphidula pomi)
- Grüne Pfirsichblattlaus (Myzus persicae)
- Grüne Zwetschgenblattlaus (Brachycaudus helichrysi)
- Chaitophorus leucomelas
- Johannisbeerblasenlaus (Cryptomyzus ribis)
- Mehlige Apfelblattlaus (Dysaphis plantaginea)
- Oleanderblattlaus (Aphis nerii)
- Schwarze Bohnenlaus (Aphis fabae)
- Schwarze Holunderblattlaus (Aphis sambuci)
- Sitkalaus, Fichtenröhrenlaus (Elatobium abietinum = Liosomaphis abietina)
- Sojabohnenblattlaus (Aphis glycines)
- Wickenlaus (Megoura viciae)
- Anoecia corni
- Brevicoryne brassicae
- Drepanosiphum oregonense
- Drepanosiphum platanoidis
- Impatientinum asiaticum
- Macrosiphoniella artemisiae
- Mehlige Birnenblattlaus (Dysaphis pyri)
- Große Weidenrindenlaus (Tuberolachnus salignus)